# 朱國珍
朱國珍（1967年9月28日—），台灣小說家、詩人、散文名家。祖籍河南省禹縣，生於台北。國立東華大學創作與英國文學研究所藝術碩士（M.F.A.）。公共電視文化事業基金會、公廣集團第七屆董事、中華電視股份有限公司第二十四屆董事；中國文藝獎章得主，華視新聞主播、製作人、記者。電視節目主持人，代表作品莒光園地，每日一辭、詩歌童唱、小小英雄榜。國立臺灣師範大學、國立台北藝術大學講師、電視與廣播節目主持人。從事媒體、寫作與教學。　　
連續兩年獲得臺灣最重要，競爭最激烈，評審機制最嚴格的林榮三文學獎第十一屆新詩首獎、林榮三文學獎第十二屆散文首獎、史無前例、連續兩年跨文類雙首獎得主，散文首獎作品獲得當屆五位評審全部給予滿分。拍台北電影劇本獎首獎、亞洲週刊十大華文小說、聯合文學小說新人獎、台北文學獎。近年作品兼具散文、小說、詩、劇本，是台灣極少數跨文類書寫皆能獲得首獎的創作者。     
臺灣名作家張大春評論朱國珍得獎作品〈尋找楊淑芬〉:「能夠深入到作者自己主動而自發的覺醒內部，足以啟迪一個遼闊宏遠的視野，只要此一覺醒是誠懇的，作品就可以留傳下來。」「文中準確的敘事語調，始終能維持著一種半帶輕嘲譏諷，半帶濃重同情的氛圍，為讀者撥尋平凡人平凡生活，平凡情感裡難得的錯愕與感動。」
臺灣名作家楊照，為朱國珍第一本短篇小說集《夜夜要喝長島冰茶的女人》作序時表示：「我在朱國珍的小說裡，處處感到驚訝，她能夠那麼輕易地鋪陳一個個難度甚高的構想。在用小說提列問題上，朱國珍是極具天才，充滿想像力的。」
朱國珍目前是林榮三文學獎史無前例跨文類(新詩、散文)雙料冠軍。台灣名詩人、中央大學中文系教授焦桐表示：「林榮三文學獎已經成為台灣最重要的文學獎，也是評審最公正的文學獎，能得到此獎可說非常不易、特別有意義。」（2017年11月5日自由時報）

2019年朱國珍獲邀擔任香港國際書展名作家講座嘉賓，演講題目「夾縫的小說人生」

## 得獎紀錄
- 2020 中國文藝獎章(小說類)
- 2016 林榮三文學獎散文首獎：《半個媽媽，半個女兒》
- 2015 林榮三文學獎新詩首獎：《Nhari》
- 2013 拍台北電影劇本獎首獎：《中央社區》
- 2013《亞洲週刊》選出年度十大華文小說：《中央社區》

## 著作
- 《Dear小壯丁：手牽手一起走》2022年5月18日
- 《貓咪寫週記》2020年
- 《古正義的糖》2019年 [11]
- 《慾望道場》2018年 [12]
- 《半個媽媽，半個女兒》2017年　[13]
- 《離奇料理》2015年 [14]
- 《中央社區》2013年[15]
- 《三天》2012年 [16]
- 主編《2016飲食文選》2017年 [17]
- 《夜夜要喝長島冰茶的女人》1997年
- 《貓語錄》2001年
- 《璀璨香港》2006年

## 外部連結
http://ch.ntnu.edu.tw/people/bio.php?PID=598 （页面存档备份，存于） 國立師範大學講師介紹:朱國珍
http://1www.tnua.edu.tw/~TNUA_GE/people/bio.php?PID=115 （页面存档备份，存于） 台北藝術大學講師:朱國珍
https://www.parenting.com.tw/article/5073931-%E4%BD%9C%E5%AE%B6%E6%9C%B1%E5%9C%8B%E7%8F%8D%EF%BC%9A%E5%AA%BD%E5%AA%BD%E7%B5%82%E6%96%BC%E7%89%BD%E8%B5%B7%E6%88%91%E7%9A%84%E6%89%8B%EF%BC%8C%E9%80%99%E6%A2%9D%E8%B7%AF%E8%B5%B0%E4%BA%8640%E5%B9%B4/ （页面存档备份，存于） 《親子天下》雜誌 人物專題 2017年3月號
1. ↑  https://www.youtube.com/watch?v=ZB__f_gllMc
2. ↑  http://news.ltn.com.tw/news/life/paper/1049210 （页面存档备份，存于） 散文獎首獎-朱國珍。
3. ↑  http://ent.ltn.com.tw/news/breakingnews/1877659 （页面存档备份，存于） 第十二屆林榮三文學獎首獎
4. ↑  http://news.ltn.com.tw/news/supplement/paper/931014 （页面存档备份，存于） 第十一屆林榮三文學獎首獎
5. ↑  http://news.ltn.com.tw/news/supplement/paper/1051749 （页面存档备份，存于） 滿分決審紀錄
6. ↑  http://hklit.com/forum/forum.php?mod=viewthread&tid=9540 （页面存档备份，存于） 2013亞洲週刊十大小說
7. ↑  http://www.ntdtv.com/xtr/b5/2013/09/05/a961959.html （页面存档备份，存于） 第五屆拍台北電影劇本獎首獎
8. ↑  《聯合文學雜誌》1993年11月。
9. ↑  .   [2017-11-06]. （原始内容存档于2019-05-23）.
10. ↑  https://www.yzzk.com/cfm/special_list3.cfm?id=1561001591782&fbclid=IwAR2DhP-TB2Pu_sktmlP9NoZFNvzshZ5r5lgYjg8Zw9z6_mL28F7UIIjdha8%5B%5D
11. ↑  .   [2019-07-11]. （原始内容存档于2019-07-11）.
12. ↑  .   [2018-05-07]. （原始内容存档于2018-05-07）.
13. ↑  .   [2017-10-17]. （原始内容存档于2019-05-21）.
14. ↑  https://www.youtube.com/watch?v=ceeBVh-h3Aw 朱國珍談離奇料理
15. ↑  http://news.ltn.com.tw/news/supplement/paper/759344 （页面存档备份，存于） 渴望愛與完整的心情
16. ↑  http://okapi.books.com.tw/article/index/1313 （页面存档备份，存于） 用《三天》說出永恆的愛與勇氣
17. ↑  http://news.ltn.com.tw/news/life/breakingnews/2195472 （页面存档备份，存于） 文字裡的美味